# Елинор Смит
Лейди Елинор Смит (на английски: Eleanor Smith) е английска писателка на произведения в жанра любовен роман и драма.

## Биография и творчество
Елинор Фърно Смит е родена през 1902 г. в Бъркънхед, Чешър, Англия. Най-голямата от трите деца в семейството на консервативния политик Фредерик Е. Смит, граф на Бъркънхед. Има брат и 2 сестри.
След завършване на училище работи като обществен репортер и кинорецензент за известно време, след това като публицист за цирковите компании. Пътува много и това я вдъхновява да пише популярни романи и разкази, които често са в жанра на мелодрамите характерни по това време.
Първият ѝ роман „Red Wagon“ е издаден през 1930 г. През 1933 г. той е екранизиран в едноименния филм с участието на Чарлз Бикфорд и Грета Нисен.
Пише също истории за призраци, които са събрани в книгата ѝ „Цирк на Сатаната“.
През 1934 г. тя става основател и първия президент на Асоциацията на феновете на цирковете.
Елинор Смит умира на 20 октомври 1945 г. в Уестминстър, Лондон.

## Произведения

### Самостоятелни романи
- Red Wagon (1930)
- Flamenco (1931)
- Ballerina (1932)
- Satan's Circus (1934)
- Christmas Tree (1934)
- Tzigane (1935)
- Romany (1935)
- Portrait of a Lady (1936)
- The Spanish House (1938)
Испанският двор, изд. М. Г. Смрикаров (1941), прев. Х. Нандор
Испанският дом, изд. „Плеяда 7“ (1992), изд. „МАГ 77“ (1992), прев. Х. Нандор
- Lovers' Meeting (1940)
- The Man in Grey (1942)
- Caravan (1943)
- The Magic Lantern (1945)

Други издадени на български език
- Градината на феите, изд.: ИК „Плеяда“, София (2019), прев. Любомир Чолаков
- Игри на любовта, изд.: ИК „Плеяда“, София (2019), прев. Любомир Чолаков

### Разкази
- Mrs. Raeburn's Waxwork (1931)
- Satan's Circus (1931)
- Candlelight (1932)
- Lyceum (1932)
- One O'Clock (1932)
- Portrait of a Strong Man (1932)
- Sweet Spanish Ladies (1932)
- Tamar (1932)
- The Brothers (1932)
- The Hurdy-Gurdy (1932)
- Whittington's Cat (1932)
- No Ships Pass (1932)
- The Little Mermaid (1934)

### Екранизации
- Red Wagon (1933)
- The Men in Her Life (1941) – по романа „Ballerina“
- Gypsy (1937) – по романа „Tzigane“
- The Man in Grey (1943)
- Caravan (1946)

## Книги за Елинор Смит
- Lady Eleanor Smith – a Memoir (1953) – от брат ѝ Фредерик Смит